# ماشین‌سواری میبل
ماشین سواری میبل (به انگلیسی: Mabel at the Wheel) فیلمی کوتاه و صامت، به کارگردانی میبل نورماند و مک سنت با بازی چارلی چاپلین و تولید سال ۱۹۱۴ می‌باشد.

## بازیگران
- چارلی چاپلین - لات
- میبل نورماند - نورماند
- هری مک‌کوی - دوست پسر میبل
- چستر کانکلین - پدر میبل
- مک سنت - خبرنگار
- ال سنت جان - نوکر
- جو بوردو - شخصیت مشکوک
- مک سوین - تماشاگر
- ویلیام هابر - همکار راننده میبل
- دن آلبرت - تماشاگر مشوق
- چارلز اوری - تماشاگر در جایگاه
- چارلی چیس - تماشاگر مسابقه
- آلیس دونپورت - تماشاگر در جایگاه
- مینتا دارفی - تماشاگر در جایگاه
- ادگار کندی - تماشاگر در جایگاه
- چارلز لیکین - تماشاگر مشوق
- گرور لیگون - نوکر
- فرد میس - شخصیت مشکوک
- ادوارد نولان - تماشاگر
- فرد واگنر - شروع‌کننده مسابقه